# Flaga Arabskiej Unii Maghrebu
Flaga Arabskiej Unii Maghrebu – oficjalna flaga Arabskiej Unii Maghrebu.

## Symbolika
Półksiężyc i barwa zielona to symbol islamu, barwa czerwona symbolizuje Maghreb. Pięć gwiazd symbolizuje państwa członkowskie: Algierię, Libię, Maroko, Mauretanię, Tunezję.